# Sekhmet
Sekhmet (en egipcià sḫmt sekhmet) o Sacmis (en grec Σαχμίς Sachmís) és la deessa lleona, símbol de la força i el poder, en la mitologia egípcia.
Es considera la deessa de la guerra i també de la venjança. La seva ira era temible, però si s'aconseguia apaivagar-la, atorgava als seus adoradors el domini sobre els seus enemics i el vigor i l'energia per a vèncer la debilitat i la malaltia. Se la representa amb cap de lleona i cos de dona, amb cabells llargs i generalment coronada amb el disc solar. En alguns textos, se la relaciona amb la deessa gata Bastet, adduint que Sekhmet és la forma encolerida de Bastet i que, quan s'apaivaga la lleona, aquesta es transforma en gata. Tanmateix, aquesta versió no sembla gaire correcta. Es diu que quan l'emperador Amenhotep III es va posar malalt, va encarregar 600 imatges d'aquesta deessa.

## Història
La primera referència inequívoca coneguda sobre Sekhmet s'ha trobat al complex mortuori de Niuserre de la Dinastia V d'Egipte. Sembla que va ser una figura relativament menor al Regne Antic que es va tornar molt més important en el Regne Nou. Al voltant de 700, durant el Regne Mitjà,  es van fer estàtues de Sekhmet per al Temple d'Amenofis III.
Sekhmet és adorada per alguns pagans moderns, especialment aquells que segueixen l'espiritualitat de la deessa. El culte pot incloure estàtues modernes de Sekhmet, però també les que hi ha a les col·leccions dels museus.